# Mohammed Rajel Ould Mokhtar
Mohammed Rajel Ould Mokhtar Ould Sidi Mohammed fou emir de Brakna, nebot del seu rival Mokhtar Sidi Ould Sidi Mohammed. Va regnar combatent als Oulad Normach que eren els principals defensors del seu rival. També va combatre a l'emir de Trarza, Mohammed Al-Habib.
Ahmed Leïgat un influent príncep germà gran de Mohammed Al-Habib però que no havia reclamat el tron a la mort del seu pare, va planejar destronar al seu germà amb el suport de França. Va aconseguir l'aliança de Mohammed Râjel, cap dels Oulad Siyed, el principal clan dels brakna i va atacar a Mohammed Al-Habib però aquest el va poder derrotar. Ahmed Leïgat es va refugiar a l'Adrar però allí fou assassinat pels Oulad Euleb, per instigació de Mohammed Al-Habib. Aquest aleshores va iniciar campanyes contra els brakna i contra l'Adrar, en revenja pel suport donat al rebel. A Brakna va donar suport (1845) al pretendent Mohammed Sidi Ould Mohammed Ould Sidi Mohammed (cosí de Rajel). Els partidaris de Mokhtar Sidi Ould Sidi Mohammed al saber que els Oulad Sihit (el clan principal que donava suport a Mohammed Rajel) estaven en negociacions amb l'emir de Trarza es van reunir també amb aquest emir però no hi va haver acord inicialment i es va passar a una situació de guerra.
A l'inici del maig de 1846, el governador interí Houbé va visitar les escales del riu acompanyat d'alguns enginyers i altres, però no es va poder entrevistar amb Mohammed Al-Habib, però si ho va fer amb Mohammed Rajel. L'àny 1848 els francesos van intervenir més activament. El jove Sidi Eli (II) Ould Ahmeddou I, que tenia aleshores 12 anys esperava l'arribada a l'edat adient per pujar al tron però tenia el suport de la major part de la tribu perquè Mokhtar Sidi havia estat arrestat el 1843 i deportat al Gabon i Rajel era considerat un emir titella dels francesos i havia perdut encara més suport per l'aliança amb l'emir dels trarza i després la guerra amb ells. Rajel pretenia desfer-se de Sidi Eli (II) però aquest estava sota tutela de Ould Leïgat (germà de Mohammed Al-Habib) parent per part de mare del jove príncep. Per un conflicte entre els trarzas, Ould Leïgat es va haver de refugiar amb els brakna, amb la tribu Oulad Siyed, on la seva dona tenia parents, i va prendre amb ell al jove Sidi Eli Ould Ahmeddou. Mohammed Al-Habib va pretextar això per envair Brakna i va demanar a la tribu d'expulsar al refugiat i al seu pupil. Per la seva bande Mohammed Rajel, molest per la presencia de Sidi Eli en una tribu dels braknes, es va unir a l'emir de Trarza per atacar els Oulad Siyed, els seus propis parents i subjectes. A l'inici del maig de 1849 els trarza van entrar a territori dels Oulad Siyed i els van fer retirar cap al riu prop del marigot de Doué. Els Oulad Siyet es preparaven per resistir però foren abandonats pels seus aliats els zenaga Arallen (not del 10 a l'11 de maig) que es van passar a l'enemic on estava Mohammed Rajel. Els Oulad Siyet foren salvats per una expedició francesa. Els francesos van protegir el jove Sidi Eli i a Ould Leïgat, que van passar a l'esquerra del riu amb tota la tribu Oulad Siyet. Els braknes i trarzes es van retirar.
Els Oulad Siyet van poder abandonar Podor amb vaixells; la posició fou cremada pel tuculors i peuls. Els trarzes es preparaven per travessar el riu i unir-se als tuculors i peuls per atacar els vaixells que portaven als refugiats. Però l'actitud ferma del capità francès va fer dispersar finalment als maures i als tuculors i peuls. Mohammed Rajel va pujar als vaixells i va reconèixer que s'havia equivocat. Els Oulad Siyet no perdonaven a Rajel ni tampoc Mohammed Al-Habib. Sidi Eli fou portat a Saint Louis lluny dels perills que l'amenaçaven.
El 1851 Mohammed Al-Habib amb l'ajut de tropes wòlofs i tuculors, va enderrocar a Mohammed Rajel, al que gairebé ningú donava suport, i va proclamar a Mohammed Sidi Ould Mohammed Ould Sidi Mohammed (cosí de Rajel)